# Гуажара-Мирин

Гуажара-Мирин на карте штата.

Гуажара-Мирин (порт. Guajará-Mirim) — муниципалитет в Бразилии, входит в штат Рондония. Составная часть мезорегиона Мадейра-Гуапоре. Входит в экономико-статистический микрорегион Гуажара-Мирин. Население составляет 41 656 человек на 2010 год. Занимает площадь 24 855,72 км². Плотность населения — 1,68 чел./км².
Покровительницей города считается Богоматерь ду-Серигейру.

## История
Город основан 10 апреля 1929 года.

## Демография
Согласно сведениям, собранным в ходе переписи 2010 г. Национальным институтом географии и статистики (IBGE), население муниципалитета составляет:
| Полное население                               | Полное население                               | Полное население                               | Полное население                               | 35 201 |
| ---------------------------------------------- | ---------------------------------------------- | ---------------------------------------------- | ---------------------------------------------- | ------ |
| в том числе:                                   | Городское население                            | 19 070                                         | Процент городского населения, %                | 84,52  |
|                                                | Сельское население                             | 14 449                                         | Процент сельского населения, %                 | 15,48  |
|                                                | Мужское население                              | 17 947                                         | Процент мужского населения, %                  | 49,31  |
|                                                | Женское население                              | 19 709                                         | Процент женского населения, %                  | 51,29  |
| Плотность населения, чел/км²                   | Плотность населения, чел/км²                   | Плотность населения, чел/км²                   | Плотность населения, чел/км²                   | 1,68   |
| Население муниципалитета в % к населению штата | Население муниципалитета в % к населению штата | Население муниципалитета в % к населению штата | Население муниципалитета в % к населению штата | 2,67   |

По данным оценки 2015 года население муниципалитета составляет 35 632 жителя.

## Статистика
- Валовой внутренний продукт на 2003 составляет 170 708 000,00 реалов (данные: Бразильский институт географии и статистики).
- Валовой внутренний продукт на душу населения на 2003 составляет 4,243 реалов (данные: Бразильский институт географии и статистики).
- Индекс развития человеческого потенциала на 2000 составляет 0,74 (данные: Программа развития ООН).

## География
Климат местности: экваториальный.

## Административное деление
Муниципалитет состоит из 3 дистриктов:
| № | Наименование дистрикта | Наименование дистрикта (порт.) | Территория, км² | Население, чел.(2010) | Население, чел.(2010) | Население, чел.(2010) | Плотность, чел./км² | Код дистрикта |
| № | Наименование дистрикта | Наименование дистрикта (порт.) | Территория, км² | всего                 | городское             | сельское              | Плотность, чел./км² | Код дистрикта |
| 1 | Гуажара-Мирин          | Guajará-Mirim                  | 21367           | 38420                 | 34132                 | 4288                  | 1,8                 | 110010605     |
| 2 | Иата                   | Iata                           | 846             | 1423                  | 266                   | 1157                  | 1,68                | 110010612     |
| 3 | Сурпреза               | Surpresa                       | 2642            | 1813                  | 809                   | 1004                  | 0,69                | 110010622     |

## Важнейшие населенные пункты
| № | Населённый пункт | Населённый пункт (порт.) | Категория | Население чел. (2010) | На карте                        |
| - | ---------------- | ------------------------ | --------- | --------------------- | ------------------------------- |
| 1 | Гуажара-Мирин    | Guajará-Mirim            | город     | 34132                 | 10°46′30″ ю. ш. 65°19′20″ з. д. |
| 2 | Сурпреза         | Surpresa                 | поселок   | 809                   | 11°53′06″ ю. ш. 65°01′11″ з. д. |
| 3 | Иата             | Iata                     | поселок   | 266                   | 10°35′15″ ю. ш. 65°22′56″ з. д. |
| 4 | Танажура         | Tanajura                 | поселок   | 220                   | 11°02′41″ ю. ш. 65°10′36″ з. д. |